# Campeonato Potiguar de Futebol Feminino de 2021
O Campeonato Potiguar de Futebol Feminino de 2021 foi a 13ª edição deste campeonato de futebol feminino organizado pela Federação Norte-rio-grandense de Futebol (FNF), o torneio teve início em 24 de outubro e terminou em 13 de novembro.
O título desta edição ficou com o União, que conquistou o seu terceiro título após vencer o Alecrim na final da competição. Com o título o União garantiu uma vaga na Série A3 do Campeonato Brasileiro Feminino de 2022.

## Regulamento
Na primeira fase da competição, os quatro times vão disputar em grupo único com jogos apenas de ida no formato de pontos corridos. Ao final dos confrontos, os dois primeiros da tabela serão classificados para a final. A final, que será disputada em jogo único, com o time de melhor campanha tendo o mando de campo e a vantagem do empate, valerá uma vaga para a Série A3 de 2022 para o campeão.

### Critérios de desempate
O desempate entre duas ou mais equipes na primeira fase seguiu a ordem definida abaixo:
1. Número de vitórias
2. Confronto direto
3. Saldo de gols
4. Gols marcados
5. Menor número de cartões vermelhos recebidos
6. Menor número de cartões amarelos recebidos
7. Sorteio

## Participantes
| Equipe       | Cidade   | Títulos         | Ref.  |
| ------------ | -------- | --------------- | ----- |
| Alecrim      | Natal    | —               | [ 1 ] |
| Força e Luz  | Natal    | 1 (2011)        | [ 1 ] |
| Monte Líbano | Natal    | —               | [ 1 ] |
| União        | Extremoz | 2 (2015 e 2017) | [ 1 ] |

## Primeira Fase

#### Confrontos
|              | ALE | FEL     | MLI | UNI  |
| ------------ | --- | ------- | --- | ---- |
| Alecrim      | —   | 3–0[wo] | 1–1 | —    |
| Força e Luz  | —   | —       | —   | 0–10 |
| Monte Líbano | —   | 4–4     | —   | —    |
| União        | 3–0 | —       | 6–0 | —    |

|  |                     |  |        |  |                      |
|  | Vitória do Mandante |  | Empate |  | Vitória do Visitante |

- W.O. ^  O time do Força e Luz compareceu a partida com apenas sete jogadoras e aos 11 minutos do primeiro tempo perdeu uma de suas atletas por contusão. Devido o ocorrido, o Alecrim foi declarado vencedor da partida por 3–0.[6]

## Final
| 13 de novembro | União             | 1 – 0  | Alecrim | Maria Lamas Farache, Natal         |
| 15h00min       | Marta da Silva 4' | Súmula |         | Árbitro: Rogério Messias de Araújo |

## Premiação
| Campeão do Campeonato Potiguar de Futebol Feminino de 2021 |
| ---------------------------------------------------------- |
| União Campeão (3° título)                                  |